# Wiler
Wiler é uma comuna da Suíça, no Cantão Valais, com cerca de 538 habitantes. Estende-se por uma área de 14,68 km², de densidade populacional de 37 hab/km². Confina com as seguintes comunas: Blatten, Kandersteg (BE), Kippel, Niedergesteln, Raron. 
A língua oficial nesta comuna é o Alemão.